# Humberto Castillejos Cervantes
Humberto Castillejos Cervantes (Ciudad de México, 22 de noviembre de 1976) es un abogado penalista y político mexicano. Fue consejero jurídico del Ejecutivo federal durante el gobierno del presidente Enrique Peña Nieto entre 2012 y 2017. También ha sido diputado local en el Estado de México en 2012 y coordinador de asesores en la Procuraduría General de la República de 2005 a 2008.

## Biografía
Hijo del abogado y ex subprocurador de la República, Marcos Castillejos Escobar. Estudió la licenciatura en derecho por la Universidad Iberoamericana. Inició su carrera dentro del ámbito privado como litigante.
Desde 2005 se desempeñó como asesor en la Procuraduría General de la República, donde llegó a ser coordinador de asesores. Realizó tales funciones para los procuradores Rafael Macedo de la Concha y Eduardo Medina Mora hasta 2008. Durante tal encargo fue consultor de la misma procuraduría respecto a las reformas constitucionales sobre justicia penal y seguridad pública realizadas en 2008, así como de importantes leyes derivadas de tales reformas: la Ley de Defensoría de Víctimas del Estado de México y la Ley de Extinción del Dominio del Estado de México publicadas en 2012.
Con Macedo de la Concha fue parte de la delegación mexicana en el Segundo Foro Mundial para el Combate a la Corrupción y la Salvaguarda de la Integridad (Second Global Forum on Fighting Corruption and Safeguarding Integrity) en La Haya, Holanda en 2001 así como de las comisiones de la PGR en la reuniones bilaterales de esta con el FBI y la CIA.
En 2011 fue coordinador del área jurídica de la campaña de Eruviel Ávila Villegas a la gubernatura del Estado de México. Al año siguiente fue elegido diputado del Estado de México, pasando a formar parte de la LVIII Legislatura del Congreso del Estado de México por el Partido Verde Ecologista de México, asumiendo su puesto el 5 de septiembre de 2012.
Sin embargo, tras ser electo Enrique Peña Nieto como presidente de México, Castillejos Cervantes solicitó licencia como diputado de dicho estado, para asumir el cargo de Consejero jurídico del Ejecutivo federal.